# San Jerónimo kommun, Comayagua
San Jerónimo är en kommun i Honduras.   Den ligger i departementet Departamento de Comayagua, i den västra delen av landet, 70 km nordväst om huvudstaden Tegucigalpa. Antalet invånare är 14 611. Arean är 227 kvadratkilometer.
Terrängen i San Jerónimo är kuperad åt nordväst, men åt sydost är den bergig.